# چشمه‌کنان
چشمه‌کنان یکی از روستاهای استان آذربایجان شرقی است که در بخش تسوج شهرستان شبستر واقع شده‌است.تاریخچه پیدایش این روستا نامعلوم و قدمت آن بسیار زیاد است. همانگونه که از نام آن پیداست محل جوشش چشمه های طبیعی کوهستانی بوده است .یکی از معادن پرمغز مس ایران در آن واقع شده است و دلیل سرخی خاک آن نیز همین می باشد .
چشمه کنان در قدیم روستایی بسیار سرسبز و پر از چشمه های طبیعی و طبیعت بکر بود، به دلیل خشک شدن دریاچه ارومیه و حفاری معدن مس و طلا در نزدیکی روستا هم طبیعت بکر نابود شد و هم روستای چشمه کنان و روستا های اطراف به سمت خشکسالی میروند.
چشمه کنان یکی از قدیمی ترین روستا های آن منطقه میباشد که اگر به آنجا سفر کنید متوجه تاریخ آنجا خواهید شد،در زمستان ها ۴۰۰ الی ۵۰۰ نفر جمعیت دارد اما در تعطیلات نوروز و تابستان جمعیت به بیش از ۲۰۰۰ نفر میرسد،
جمعیتی که به دلیل خشکسالی و خطرات دریاچه ارومیه به خاطر خشکسالی کوچ کرده و به شهر های بزرگ رفته اند و در تعطیلات به وطن خود برمیگردند.